# Frutturonato reduttasi
La frutturonato reduttasi è un enzima appartenente alla classe delle ossidoreduttasi, che catalizza la seguente reazione:
D-mannonato + NAD+ ⇄ D-frutturonato + NADH + H+
Riduce anche D-tagaturonato.